# Vespolate
Vespolate (piemontiul: Vispolà vagy Vespolà) település Olaszországban, Piemont régióban, Novara megyében. Lakosainak száma 2046 fő (2023. január 1.). Vespolate Borgolavezzaro, Confienza, Nibbiola, Robbio, Terdobbiate, Granozzo con Monticello és Tornaco községekkel határos.

## Népesség
A település lakossága az elmúlt években az alábbi módon változott:
| Lakosok száma | 2068 | 2048 | 2046 |
|               | 2017 | 2018 | 2023 |